# Bold Pilot - Leggenda di un campione
Bold Pilot - Leggenda di un campione (Bizim İçin Şampiyon) è un film del 2018 diretto e scritto da Ahmet Katıksız.
Il film racconta la vera storia del cavallo da corsa Bold Pilot e del suo fantino Halis Karataş.

## Personaggi
- Ekin Koç: nel ruolo di Halis Karataş, doppiato da Flavio Aquilone.
- Farah Zeynep Abdullah: nel ruolo di Begüm Atman, doppiata da Giulia Catania.
- Fikret Kuşkan: nel ruolo di Özdemir Atman, doppiato da Alberto Angrisano.
- Sibel Taşcıoğlu: nel ruolo di Meral Atman.
- Ali Seçkiner Alıcı: nel ruolo di Hasan Karataş, doppiato da Pasquale Anselmo.
- Serkan Ercan: nel ruolo di Yaşar.
- Erdem Akakçe: nel ruolo di Mümin Çılgın.
- Sekvan Serinkaya: nel ruolo di Gülağa.
- Merve Altınkaya: nel ruolo di Zeynep Atman.
- Melis Sezen: nel ruolo di Esra Atman.
- Şenay Dede: nel ruolo di Lale Atman.
- Mert Denizmen: nel ruolo di Tuncay Uşaklı.
- Oğuz Kara: nel ruolo di Erdi Karataş.
- Ali Kayakit: nel ruolo di se stesso, doppiato da Nanni Baldini.
- Nurhan Özenen: nel ruolo di Doktor Neşe.
- Burak Tamdoğan: nel ruolo di Doktor Hakan.
- Nalan Kuruçim: nel ruolo di Meliha Karataş.

## Distribuzione
In Turchia il film ha una durata di 130 minuti ed è stato distribuito nei cinema il 7 dicembre 2018. In Italia è andato direttamente in onda in tv, su Canale 5, il 9 agosto 2020 in prima serata in versione ridotta di 105 minuti.